# Semaine sanglante

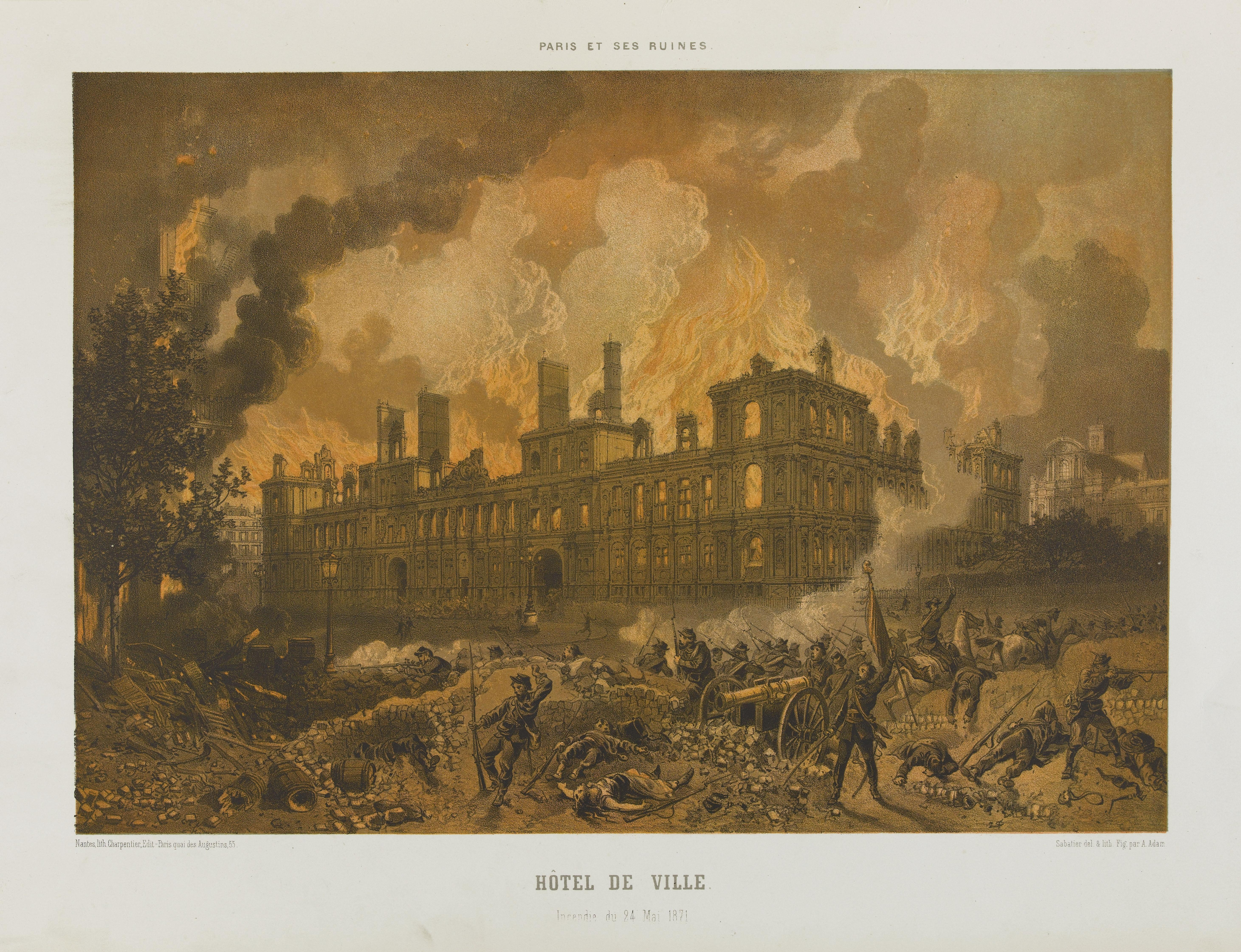
Incendio al municipio di Parigi, attaccato dall'esercito di Versailles.

La settimana di sangue, in francese Semaine sanglante è l'episodio conclusivo della Comune di Parigi svoltosi tra il 21 e il 28 maggio 1871, durante il quale la rivolta venne repressa e i suoi membri giustiziati in massa. Gli avvenimenti si svolsero nel contesto della campagna militare del 1871 condotta dal governo di Versailles contro le insurrezioni del comunalismo che interessarono diverse grandi città francesi.

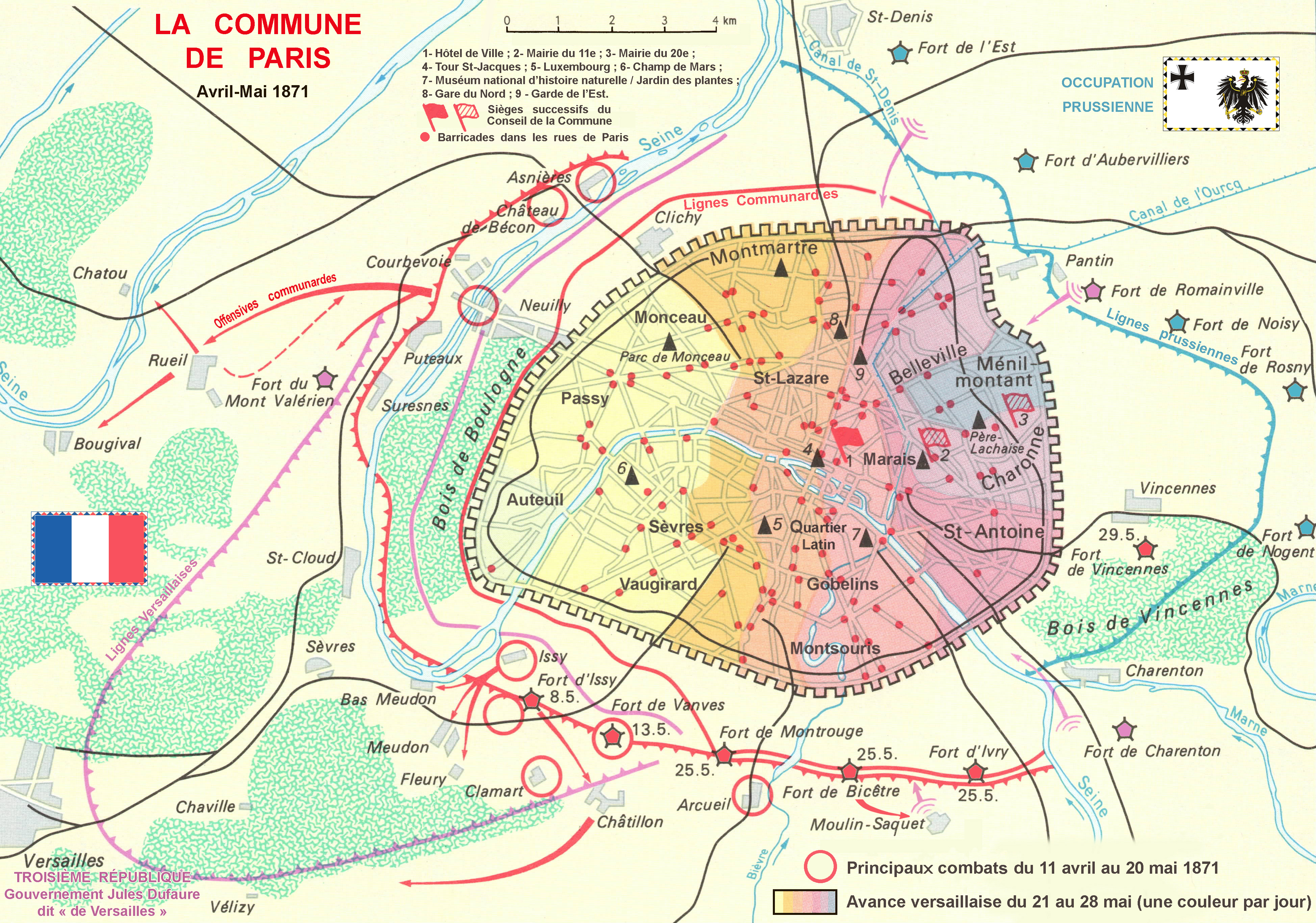
La Comune di Parigi e la ″settimana di sangue″.

## Antefatto

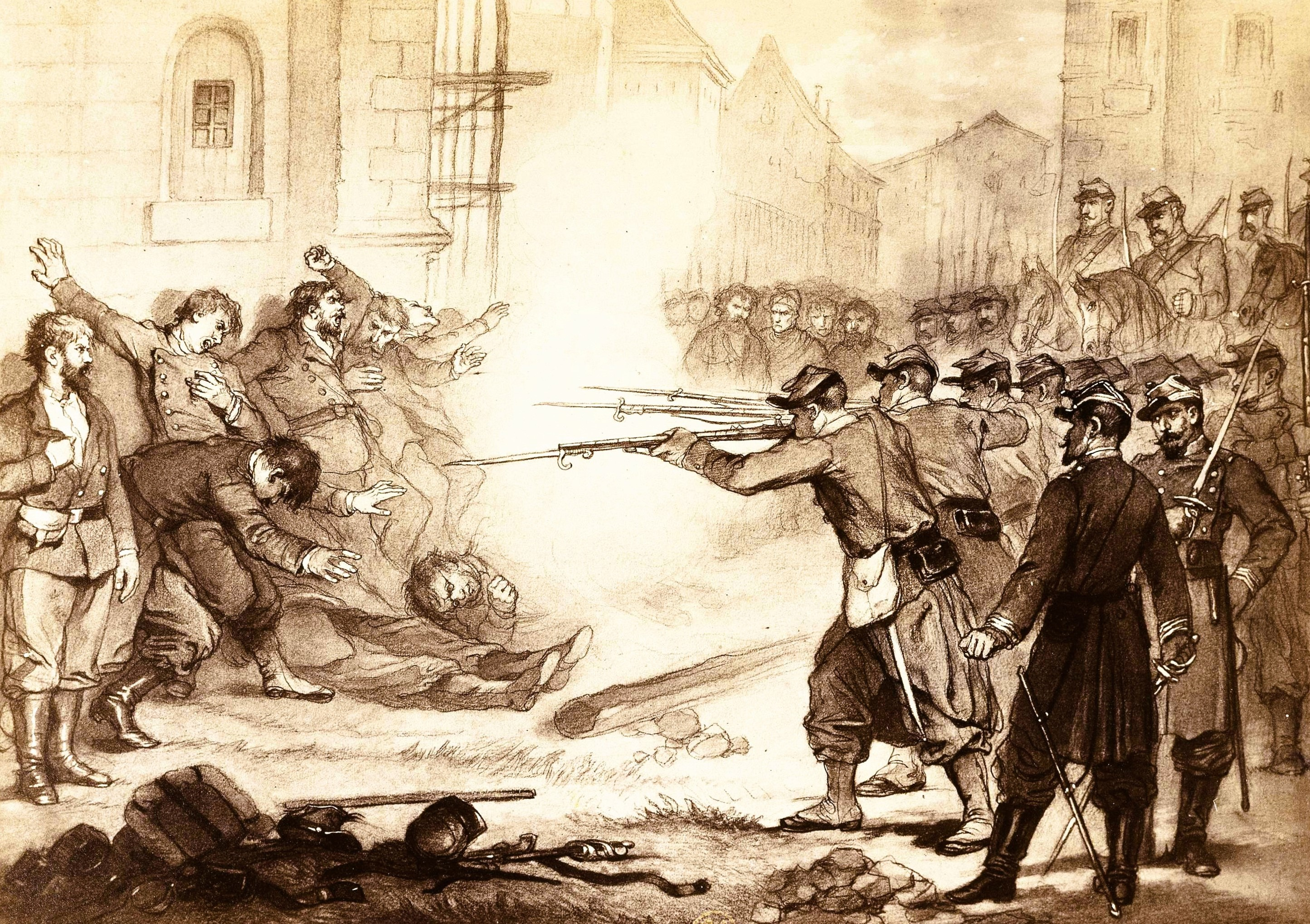
Esecuzione dei comunardi da parte di una truppa di soldati di Versailles.

Dal lato comunardo, la Guardia Nazionale stimava di avere 170 000 uomini armati, di cui 80 000 in compagnie di combattimento, 10 500 presidiati in forti a sud e diverse migliaia di riservisti in caserme. Tuttavia secondo lo storico Robert Tombs: 
(Robert Tombs)

Se la Guardia Nazionale aveva nelle sue file soldati competenti, esperti e determinati, altri mostravano tiepidezza, non essendo sufficientemente convinti dall'ideologia rivoluzionaria. Soffre anche di indisciplina, inclusi alcuni casi spettacolari di ubriachezza. Lo stato maggiore si rese anche conto che molti battaglioni esageravano la loro forza, a volte per raccogliere stipendi aggiuntivi, attrezzature o razioni, le cui eccedenze vengono poi rivendute. Secondo il Comunalista Gaston Da Costa, la Comune poteva contare solo su 20 000 combattenti attivi, il che sembra abbastanza credibile per Robert Tombs: 
(Robert Tombs)
.